# Zeszyty Komiksowe
Zeszyty Komiksowe – polskie czasopismo poświęcone komiksom. Ukazuje się od marca 2004. W latach 2015–2016 znajdował się na ministerialnej liście czasopism naukowych (część B).

## Charakterystyka
„Zeszyty Komiksowe” to pismo niskonakładowe, dostępne w sprzedaży bezpośredniej u wydawcy oraz w specjalistycznych sklepach komiksowych. Ukazuje się nieregularnie, na ogół dwa razy w roku. W każdym numerze omawiane jest jedno zagadnienie, któremu poświęcono większość artykułów i komiksów. Ponadto publikowane są artykuły naukowe niezwiązane z tematem numeru, a także teksty poświęcone komiksowym aktualnościom w Polsce (np. nowościom wydawniczym) oraz spis komiksów polskich autorów i poświęconych komiksom czasopism oraz książek, które zostały wydane w okresie od daty publikacji poprzedniego numeru. Redaktorzy i współpracownicy „Zeszytów Komiksowych” kładą nacisk na komiks polski, wpisując go jednocześnie w szerszy kontekst.
Wydawcą pierwszych ośmiu numerów „Zeszytów” był Michał Błażejczyk, od numeru dziewiątego do osiemnastego była nim CENTRALA Central Europe Comics Art, a od numeru dziewiętnastego Fundacja Instytut Kultury Popularnej. Od numeru trzynastego współwydawcą czasopisma jest Biblioteka Uniwersytecka w Poznaniu. Czasopismo jest współfinansowane przez Ministerstwo Kultury i Dziedzictwa Narodowego.

## Redakcja i współpracownicy
Redaktorem naczelnym pisma do numeru 27. był Michał Błażejczyk, a zastępcą redaktora naczelnego – Michał Traczyk, który od numeru 28. przejął stanowisko redaktora naczelnego.    
Członkami rady naukowej są: prof. dr hab. Jerzy Szyłak, dr hab. Paweł Sitkiewicz, dr hab. Wojciech Birek i dr Adam Rusek.

## Spis numerów

### Numer 1 (III 2004). Antybohater
Numer poświęcony komiksowym antybohaterom.
Omówione zostały m.in. komiksy Wilq, Jeż Jerzy, Benek Dampc, Mikropolis, a także komiksy antybohaterskie publikowane w Europie Zachodniej, USA, Japonii i na Ukrainie.

### Numer 2 (X 2004). (Polska) rzeczywistość w (polskich) komiksach
Numer poświęcony komiksom, które komentowały lub komentują polską rzeczywistość.
Poruszane rematy: eskapizm, realizm, socjologia, komiks historyczny, komiks zaangażowany, komiks undergroundowy, komiksowe reportaże.
Omówiono m.in. komiksy Krzysztofa Owedyka, Andrzeja Mleczki, artystów z Rastra, z „Faktów i Mitów”; Osiedle Swoboda, Wilq, Kaczor Donald.

### Numer 3 (III 2005). Kobiety w komiksach
Numer poświęcony kobietom w komiksach i kobietom tworzącym komiksy.
Omówione tematy: feminizm i mizoginia w komiksach, komiks feministyczny, stereotypy płci.
Omówiona została twórczość Joanny Saneckiej i Sylwii Resteckiej, Agaty Nowickiej (Endo), Debbie Drechsler, Marjane Satrapi i wielu innych autorek; wywiad z Dagmarą Matuszak; artykuł Poli Dwurnik o jej własnej twórczości.
W numerze znalazł się również artykuł o czeskim artyście komiksowym Káji Saudku.

### Numer 4 (I 2006). Komiks przed wojną
Numer ten był pierwszą w historii antologią przedwojennych polskich komiksów i historyjek obrazkowych.
Antologia została uzupełniona komentarzami historyka komiksu, Adama Ruska.
Dodatkowo numer zawiera artykuły o polskim przedwojennym komiksie o Tarzanie, historyjkach obrazkowych Kornela Makuszyńskiego, komiksie w Europie Środkowo-Wschodniej przed wojną oraz twórczości Tadeusza Baranowskiego na Zachodzie.

### Numer 5 (X 2006). Badania komiksu w Polsce
Numer w całości poświęcony badaniom komiksu w Polsce (komiksologii) – historii tych badań, ich aktualnemu stanowi oraz perspektywom.
W numerze znalazły się wywiady z Krzysztofem Teodorem Toeplitzem, Adamem Ruskiem, Markiem Misiorą, Jerzym Szyłakiem, Witoldem Tkaczykiem, Wojciechem Birkiem i Krzysztofem Skrzypczykiem.
Omówiono badawczą twórczość Jerzego Szyłaka, Bartłomieja Kurca i Wojciecha Obremskiego.
Przedstawiono w skrócie stan badań komiksu we Francji, USA i Japonii.

### Numer 6 (III 2007). Krzysztof Gawronkiewicz
Numer w całości poświęcony sylwetce i twórczości Krzysztofa Gawronkiewicza.
Znalazły się w nim m.in. obszerny wywiad z autorem oraz jego żoną, biografia artystyczna, analiza stylu graficznego.
Omówiono m.in. komiksy Mikropolis, Achtung Zelig!, Burza.
Numer został zilustrowany wieloma wcześniej niepublikowanymi pracami Gawronkiewicza.

### Numer 7 (XII 2007). Rocznice, rocznice... „Tytus”, Wróblewski i „Przygoda”
Numer poświęcony trzem komiksowym rocznicom:
- 50-leciu Tytusa, Romka i A'tomka (szczegółowa bibliografia serii, analizy oraz przedruk kilku niewznowionych dotąd epizodów ze „Świata Młodych”),
- 50-leciu magazynu „Przygoda” (historia magazynu, omówienie scenariuszy publikowanych w nim komiksów, przedruk po jednej przykładowej planszy z każdego cyklu komiksowego)
- oraz 25-leciu ostatniego zeszytu Kapitana Żbika (obszerny artykuł o Jerzym Wróblewskim, zilustrowany niepublikowanymi wcześniej materiałami).

### Numer 8 (X 2008). Komiks a władza
Numer poświęcony relacjom komiksu i władzy. Omówione zagadnienia: m.in. komiksy polityczne, wyborcze, propagandowe, gejowskie, antysystemowe, undergroundowe, rewizjonizm historyczny w mandze.
Omówione komiksy: m.in. Tytus, Romek i A'tomek, Likwidator, Thorgal, Persepolis, komiksy Enki Bilala.
W numerze znalazł się fragment nieopublikowanej jeszcze książki Adama Ruska o polskich historyjkach obrazkowych z czasów stalinowskich.

### Numer 9 (V 2009). Janusz Christa
Numer poświęcony zmarłemu w 2008 roku Januszowi Chriście.
W numerze znalazło się wiele unikalnych materiałów graficznych, przedruki dawnych wywiadów z Januszem Christą, wywiad z jego wnuczką Pauliną Christą, kompletna bibliografia jego twórczości (od tamtej pory uzupełniona i dostępna na stronie na-plasterki.blogspot.com) oraz wiele tekstów wspomnieniowych, m.in. napisanych przez znanych kolekcjonerów Andrzeja Sobczaka, Arkadiusza Salamońskiego i Arkadiusza Florka, a także Jerzego Szyłaka, Sławomira Malinowskiego, Macieja Parowskiego, Tomasza Kołodziejczaka, Piotra Kasińskiego, Szymona Holcmana, Krzysztofa Janicza.
W pracach nad numerem kluczową rolę odegrał Krzysztof Janicz.

### Numer 10 (X 2010). Granice komiksu
Numer poświęcony komiksowi eksperymentalnemu.
Numer zawiera pierwszy w Polsce wywiad z amerykańskim teoretykiem i twórcą komiksu Scottem McCloudem.
Pierwszy numer zawierający znaczne ilości zarówno artykułów, jak i komiksów i ilustracji autorów zagranicznych.

### Numer 11 (VI 2011). Komiks w Europie Środkowo-Wschodniej
Numer poświęcony komiksografiom środkowo- i wschodnioeuropejskim (Czechy, Słowacja, Litwa, Łotwa, Estonia, Rosja, Ukraina, Węgry, Rumunia, Słowenia, Serbia, Bośnia i Hercegowina, Macedonia i Grecja).
Pierwszy numer wydany w niestandardowym, kwadratowym formacie.

### Numer 12 (X 2011). Komiks historyczny
Numer poświęcony bardzo ostatnio popularnemu komiksowi historycznemu.

### Numer 13 (IV 2012). Manga.pl
Numer poświęcony zjawisku i fandomowi mangi w Polsce.

### Numer 14 (X 2012). Michał „Śledziu” Śledziński
Numer poświęcony twórczości Michała Śledzińskiego.

### Numer 15 (IV 2013). Batman
Numer poświęcony postaci Batmana.

### Numer 16 (X 2013). Polski komiks lat dziewięćdziesiątych
Numer poświęcony ostatniej dekadzie dwudziestego wieku w polskim komiksie, ze szczególnym uwzględnieniem działalności wydawnictwa TM-Semic, działalności zinowej, narodzinom pierwszych polskich konwentów komiksowych, krakowskiej (KKK) i kieleckiej scenie komiksowej oraz twórczości Przemysława Truścińskiego.
W numerze zamieszczono również blok polemik z książką Jerzego Szyłaka Komiks w szponach miernoty.

### Numer 17 (V 2014). Picturebooki / poemiksy
Numer w głównej mierze poświęcony picturebookom, zawierający m.in. polemikę między Jerzym Szyłakiem a Małgorzatą Cackowską, przewodnik po picturebookach wydanych w Polsce w latach 2010–2013, artykuły poświęcone wczesnym parakomiksom (Töpffer, Caldecott), książkom obrazkowym dla dzieci (m.in. Delphine Bournay i Thé Tjong-Khing) i działalności grupy Maszin, wywiad z Maciejem Sieńczykiem i wprowadzenie do komiksu abstrakcyjnego. O poemiksach napisał Piotr Szreniawski, jeden z polskich pionierów tej formy artystycznej.

### Numer 18 (X 2014). Komiks dla dzieci
Numer zawierający m.in. artykuły dotyczące twórczości Tomasza Samojlika, Davida Wiesnera, Pau, David Petersen i Rutu Modan; wczesnego czeskiego komiksu dla dzieci; roli komiksu w edukacji; oraz polemikę redakcyjną na temat tego, czy komiksy są dla dzieci.
Numer zawiera również wywiady z Wojciechem Birkiem, Tomaszem Kołodziejczakiem (wydawnictwo Egmont Polska) i Łukaszem Zandeckim (czasopismo AQQ) kontynuujące temat komiksu lat dziewięćdziesiątych.

### Numer 19 (V 2015). Surrealizm w komiksie / Komiksowa literatura faktu
Komiks faktu został omówiony m.in. na przykładzie twórczości Joe Sacco, Guy Delisle’a, Reinharda Kleista i Lauren Redniss, interaktywnego czasopisma „Symbolia” oraz komiksu Fotograf.
Komiks surrealistyczny został przedstawiony na przykładzie twórczości Granta Morrisona, Joana Cornelli, Nicolasa Presla oraz komiksów Une semaine de bonté Maxa Ernsta i Świat Edeny Moebiusa.

### Numer 20 (X 2015). Polska kultura komiksu / Przemysł komiksowy w Polsce
Numer zawiera dużą liczbę wywiadów z osobami związanymi z polską kulturą komiksu i przemysłem komiksowym, m.in. właścicielami sklepów komiksowych, artystami komiksowymi zaangażowanymi w działalność promocyjną, pracownikami domów aukcyjnych, blogerami i profesorem uniwersytetu oferującego specjalność o nazwie „Kreatywna kultura komiksu”. W numerze znaleźć można też artykuł dotyczący prosumpcji; wypowiedzi niezwiązanych z komiksem artystów, publicystów i intelektualistów na temat tej formy ekspresji; artykuł dotyczący twórczości fanów mangi w Polsce; oraz wspomnienia dotyczące konwentów komiksowych.

### Numer 21 (V 2016). Komiks od kuchni
Numer został poświęcony procesowi tworzenia i wydawania komiksów. Numer zawiera rozmowy oraz teksty dotyczące nie tylko twórczej pracy nad komiksem, ale także jego produkcji - redakcji, składu, projektowania fontów, druku, promocji, dystrybucji, sprzedaży.

### Numer 22 (X 2016). Komiks – teoria
Numer został poświęcony tekstom z zakresu teorii komiksu, a przede wszystkim tekstom zagranicznym (zarówno pozycjom klasycznym, jak i świeższym), choć w numerze znalazły się także artykuły polskich autorów oraz wywiady. W numerze znalazły się przetłumaczone na polski fragmenty książek zagranicznych badaczy: Davida Kunzle'a "The Early Comic Strip. Vol. 1: Narrative Strips and Picture Stories in the European Broadsheet from c. 1450 to 1825", fragment książki Roberta C. Harveya "The Language of Comics. Word and Image" i fragment książki Paula Williamsa "The Rise of the American Comics Artist. Creators and Contexts".

### Numer 23 (V 2017). Tekst i obraz
Numer został poświęcony relacjom słowa i obrazu w komiksie i otwiera go tłumaczenie z francuskiego piątego rozdziału (s. 87-125) książki Harry’ego Morgana zatytułowanej "Principes des littératures dessinées", czyli "Podstawy literatury rysowanej" (a dokładniej: literatur rysowanych; wyd. Éditions de l’An 2, 2003). W numerze znalazły się także teksty Tomasza Żaglewskiego, Jakuba Jankowskiego, Michała Traczyka czy wywiad Artura Wabika ze Scottem McCloudem.